# Cistellaria
La Cistellaria (titolo italiano: La commedia della cesta) è una commedia di Tito Maccio Plauto, che rientra nel novero delle commedie latine. Della produzione dell'autore è l'opera che ci è giunta con più frammenti mancanti: oltre 600 versi, difatti, mancano tuttora nella stesura in nostro possesso. Fu probabilmente rappresentata durante la seconda guerra punica.
Classico esempio di commedia degli inganni e degli scambi di persona, la Cistellaria trova il suo modello nella Synaristósai di Menandro, della quale riporta alcune analogie, ammesse peraltro da Plauto stesso, sebbene non troppo chiaramente, in alcuni anonimi scambi epistolari.
La forma stessa della commedia ha dato agli studiosi modo di pensare che vi siano stati operati rimaneggiamenti - detti retractationes - ad opera forse dello stesso Plauto.

## Trama
Il giovane Alcesimarco vorrebbe sposare Selenio, una trovatella di oscuri natali che era stata esposta in una cesta e allevata con amore da una cortigiana. Il padre del ragazzo ostacola le nozze, imponendogli invece di sposare la figlia del vicino di casa Demifone. Ma, grazie al ritrovamento di alcuni ninnoli lasciati nella cesta insieme alla bambina al momento dell'abbandono, Selenio è riconosciuta figlia di Demifone e di sua moglie; la bambina, nata prima del loro matrimonio e per questo abbandonata, è di origine libera e pertanto può sposare Alcesimarco. Il testo, lacunoso nella parte finale, deriva dalle Synaristòsai ("Quelle che pranzavano insieme") di Menandro.